# Аркаллаєв Нуруліслам Гаджиєвич
Аркалла́єв Нурулісла́м Гаджі́йович (Гаджиєвич) (19 січня 1961, с. Кумух, Лакський район, Дагестан, РРФСР, СРСР) — український політик, народний депутат України трьох скликань, член Партії регіонів, до квітня 2017 президент Федерації дзюдо України.
Був одним з депутатів, що голосували за «Диктаторські закони» у січні 2014 року.

## Родина
- Дружина: Умамат Алілівна (1972)[6];
- брат: Роман Гаджиєвич (1965);
- сини Арслан (1991), Мурат (1993), Рамзан (2001)[6].

## Освіта
З 1979 року по 1981 рік навчався у Донецькому технікумі фізкультури і спорту профтехосвіти СРСР за спеціальністю «Фізична культура», по закінченні якого присвоєно кваліфікацію «викладач фізичної культури». У 1985 році закінчив факультет громадських професій Донецького державного університету. Присвоєна громадська професія «громадський тренер з боротьби самбо, дзюдо». У 1988 році здобув кваліфікацію економіста за спеціальністю «Бухгалтерський облік і аналіз господарської діяльності» в Донецькому державному університеті.

## Трудова діяльність
3 жовтня 1999 року по березень 2001 року займав посаду заступника директора з зовнішньо-економічної діяльності спільного підприємства «Укр-Рос Інвест», яку залишив за особистим бажанням. З серпня 2004 року займав посаду заступника директора по зовнішньо-економічним зв'язкам ТОВ «Аквілон». У лютому 2005 року звільнився за власним бажанням. З квітня 2005 року по лютий 2006 року займав посаду голови спостережної ради ТОВ «Аквілон», яку теж залишив за особистим бажанням.

## Підприємницька діяльність
Був співзасновником ТОВ «Екоойл» (разом з братом Романом та Сергієм Тронєм). В роки правління Януковича компанія мала мільярдні контракти на поставки дизельного палива Міністерству оборони та Укрзалізниці. Ця діяльність була предметом журналістських та офіційних розслідувань, зокрема, пов'язаних з невиконанням зобов'язань та завищенням цін. В серпні 2014 Укрзалізниця змогла розірвати контракти з Екоойл, підписані в кінці січня 2014 року.
Аркаллаєв був (разом з С.Тронєм) власником збанкрутілого 2014 року CityCommerce Bank.
У 2018 році Тронь та Аркаллаєв увійшли до наглядової ради СП «УкрТВЗ», спільного підприємства з виробництва ядерного палива для українських АЕС, що супроводжувалося конфліктом з НАЕК «Енергоатом», ініційованою дерпідпідприємством процедурою банкрутства «УкрТВЗ» та журналістськими розслідуваннями щодо російських інтересів у цій справі.

## Громадська і політична діяльність
3 початку 2003 року обраний президентом федерації дзюдо Донецької області.
Народний депутат України 5-го скликання 04.2006-11.2007 від Партії регіонів, № 72 в списку. На час виборів: голова спостережної ради ТОВ «Аквілон», член ПР. Член фракції Партії регіонів (з 05.2006). Член Комітету з питань сім'ї, молодіжної політики, спорту і туризму (з 07.2006).
Народний депутат України 6-го скликання 11.2007-12.2012 від Партії регіонів, № 71 в списку. На час виборів: народний депутат України, член ПР. Член Комітету з питань сім'ї, молодіжної політики, спорту та туризму (з 12.2007). Член фракції Партії регіонів (з 11.2007).
Народний депутат України 7-го скликання з 12.2012 від Партії регіонів, № 52 в списку. На час виборів: народний депутат України, член ПР. Член фракції Партії регіонів (з 12.2012). Член Комітету з питань сім'ї, молодіжної політики, спорту та туризму (з 12.2012).